# PayNow
A PayNow fizetési mód egy olyan mobiltelefonos és bankkártyás fizetési kombinációt valósít meg, amely egyre inkább kezd elterjedni a világon és Magyarországon is.
A számlázóprogrammal készített számlán lévő QR-kódot leolvasva a vásárló egy PayPalos fizetési oldalra jut, ahol megadja bankkártyája adatait és azonnal kifizetheti a számláját anélkül, hogy a bankkártyát kiadná a kezéből.

## Szükséges eszközök
A megoldás technikai megvalósításához az eladónak egy PayPal fiókra és a megfelelő számlázó programra, a vevőnek pedig egy okostelefonra és azon egy QR-kód olvasó alkalmazásra van szüksége.

## Használható kártyatípusok
- Visa
- Mastercard
- Maestro
- Discover
- American Express
- PayPal

## A fizetés menete
1. Az eladó kiállítja a számlát, melyen szerepel egy QR-kód.
2. A vevő telefonjával leolvassa a számlán lévő QR kódot.
3. A QR kód leolvasása után a vevő eljut a PayPal fizetési oldalra.
4. A PayPal oldalon megadja bankkártyája adatait és kiegyenlíti az összeget.

## Más mobiltelefon-alapú kártyás fizetés
Hasonló megoldás a Mastercard Mobile, ott egy telefonos alkalmazást kell letölteni, amely mind Androidon mind Iphone-on elérhető és oda beregisztrálni. Regisztrációkor be kell írni a bankkártya adatait, valamint szükség van hozzá egy mPINkódra, amelyet minden fizetésnél meg kell adni. A fizetés ez esetben is a QR kód leolvasásával kezdődik. A MasterCard Mobile fizetési módot jelenleg több nagy cég is szerepelteti fizetési lehetőségként, azonban a technikai specifikációk miatt ez egy kevésbé elterjedt megoldás.
A Mastercard Mobile használatához az eladónak egy technikai specifikációra valamint a fizetéshez megfelelő terminálra van szüksége, a vásárlónak pedig egy okostelefonra rajta az alkalmazással.
Mindkét megoldás kedvez a vásárlónak, hisz biztonságos , nem kell kiadnia a kártyáját a kezéből, különbség inkább az eladók részéről van a fizetési mód lehetővé tételének a megvalósításában.